# Melamphaes microps
Espèce
Melamphaes microps est un poisson bathypélagique vivant dans le nord de l'Atlantique.